# The Ultimate Fighter: Team Lesnar vs. Team dos Santos Finale
The Ultimate Fighter: Team Lesnar vs. Team dos Santos Finale también llamado (The Ultimate Fighter 13 Finale) fue un evento de artes marciales mixtas celebrado por Ultimate Fighting Championship el 4 de junio de 2011 en el Palms Casino Resort, en Paradise, Nevada.

## Historia
Destacados fueron los finalistas de The Ultimate Fighter 13 - Team Lesnar vs. Team dos Santos en la división de peso wélter.
Jonathan Brookins esperaba enfrentarse a Jeremy Stephens en este evento, pero fue forzado a dejar la pelea con una lesión en el ojo y fue reemplazado por Danny Downes.
El día del evento, la UFC confirmó a través de Twitter que las seis peleas preliminares se emitirían en directo por la página oficial de UFC en Facebook.

## Premios extra
Cada peleador recibió un bono de $40,000.
- Pelea de la Noche: Kyle Kingsbury vs. Fábio Maldonado
- KO de la Noche: Tony Ferguson
- Sumisión de la Noche: Reuben Duran